# Mauro Brasil
Mauro Alejandro Brasil Alcaire (Montevideo, 27 aprile 1999) è un calciatore uruguaiano, difensore del Cerro Largo.

## Carriera
Cresciuto nel settore giovanile dell'El Tanque Sisley, ha esordito il 18 settembre 2017 in occasione del match di campionato vinto 1-0 contro il Boston River.